# Lenes
Lenes (románul: Leniș) falu Romániában, Maros megyében.

## Története
Mezőrücs község része. A trianoni békeszerződésig Maros-Torda vármegye Marosi felső járásához tartozott.

## Népessége
2002-ben 188 lakosa volt, ebből 188 román nemzetiségű.

## Vallások
A falu lakói közül 187-an ortodox hitűek.